# Szupermarket-alapú húzórendszer
A szupermarket-rendszer az egyik legalapvetőbb és leggyakrabban használt húzórendszertípus. A lean menedzsmentben használatos módszer, mely szorosan kapcsolódik a kanban rendszerhez. A szupermarket elnevezés nem véletlenül egyezik meg a kiskereskedelmi kifejezéssel, hiszen a funkciójuk azonos. Míg a kereskedelmi egységben a termék fogyásához mérten vagy a hiány észlelését követően töltik az alkalmazottak a polcokat, addig az üzemekben az egymást követő folyamatokat tekinthetjük egymás beszállítójának és vevőjének. A munkamódszer átemelése a gyártásba a Toyota Termelési Rendszer (TPS) egyik sarokkövének bizonyult. Segítségével csökkenthetők a termelésközi és késztermékkészletek, illetve azonnal feltárhatók a hibák, selejtet okozó folyamatlépések.

## Eredete
Az 1950-es években a Toyota Production System „atyja”, Óno Taiicsi hallott az akkor még csupán Amerikában elterjedt szupermarketekről. Ezt követően a Toyota szakembereket küldött az Amerikai Egyesült Államokba a tömegtermelés gyakorlatának elsajátítása érdekében, ahol mégis más megoldásra figyeltek fel. Egy amerikai szupermarket, egészen pontosan a Piggly Wiggly ihlette meg a küldötteket, hiszen itt vették észre azt, hogy az áruház csak akkor rendelte újra a termékeket, illetve töltötte fel a polcokat, mikor a vevők már megvásárolták azok nagy részét.

## Lean alapelvek és a pazarlás típusai
A lean menedzsment célja a pazarlás teljes kiiktatása a vállalati, termelési folyamatokból.  „A pazarlásoktól mentes folyamatok gyorsabbak, megbízhatóbbak, jobb minőséget eredményeznek, de talán mindennél fontosabb, hogy alacsonyabb költségek mellett működtethetők.”

### Lean alapelvek
1. Érték ≈ Amiért a fogyasztó hajlandó fizetni
- A termék/szolgáltatás legyen a fogyasztó számára megfelelő minőségű, választékú, legyen elérhető a megfelelő időben és mennyiségben, illetve áron.

2. Értékáram
- Magában foglalja azokat a műveleteket, amelyek szükségesek ahhoz, hogy bizonyos terméket/szolgáltatást végigvezessük a fizikai átalakítás folyamatán.[2]
- Tevékenységek fajtái:
  - Egyértelműen értékteremtő
  - Szükséges, de nem értékteremtő
  - Pazarlás

3. Áramlás
- A termék megszakítás nélküli, akadályoktól mentes haladása a rendszeren belül.

4. Húzásos rendszer
- "A lean szerint egyetlen termék előállítása vagy szolgáltatás nyújtása sem kezdődhet meg vevői igény nélkül, és az egyes vállalati folyamatok sorrendjüknek megfelelően egymást vezérlik."[1]

5. Folyamatos fejlesztés
- Célja a tökéletesítés, még kevesebbel még többet nyújtani.

### Pazarlások
- Túltermelés: Többet, korábban, gyorsabban gyártani, mint a következő folyamat vagy a vevő igénye.
- Várakozás: A dolgozók tétlenül állnak, amíg az adott gép dolgozik, illetve a folyamatokban információra/utasításra/anyagra/karbantartásra való várakozás.
- Szállítás: Az anyagok, alkatrészek, információk szállítása, termelésközi készlet többszörös kezelése.
- Túlmunkálás: Szükségtelen, helytelen vagy túl finom megmunkálás.
- Készlet: A minimálisan szükségesnél nagyobb készlet tartása. A gyártáshoz szükségtelen alapanyagok, félkész termékek, eszközök, dokumentumok tárolása.
- Felesleges mozdulatok: A dolgozók, operátorok által végzett mozdulatok, melyek nem teremtenek értéket.
- Hibák, selejt: Ellenőrzés, utómunka, nem megfelelő termék.

## Alkalmazásának előnyei
A szupermarketek amellett, hogy tárolóhelyként szolgálnak, húzást hoznak létre a folyamaton belül – „A” típusú húzásként is említi a szakirodalom. Nem keverendő össze a közvetlen kiszállításra gyártással! Bár a készletszint alacsonyabban tartható az utóbbinál, de hosszabb átfutási időt eredményez, így alacsony rendelési gyakoriság és „türelmes vevők” esetén ajánlott a használata.
A húzóelv a vevő vagy a következő folyamat ellátását jelenti azzal, hogy akkor és azt biztosítja, amire és amikor szüksége van, mindezt megfelelő mennyiségben, a vevői folyamat visszajelzései alapján. Ellentéte a nyomásos elv, vagyis amikor az előző folyamat rátolja a következő, vevői folyamatra azt, amit gyártott, így a legtöbb esetben túltermelést, készletek felhalmozását előidézve.
A húzórendszer, valamint az ütemidő és a folyamatos áramlás a Just In Time (JIT) rendszer, vagyis az éppen időben elv három fő eleme. Összehangolásuk esetén elkerülhető a túltermelés és csökkenthetők a készletek. A TPS fogalmai szerint a húzórendszer nem más, mint a Just In Time termelés ideális állapota: azt, akkor és olyan mennyiségben biztosítsuk a vevőinknek, amit, amikor és amekkora mennyiségben igénylik. Az áramlás szükségszerűen néha megszakad, ezért a nulla készletszint helyett tartani kell némi (termelésközi) készletet.
A húzásos rendszer mellett egy másik lean alapelv is markánsan megfigyelhető a szupermarketek használatának vizsgálatakor. Ez nem más, mint az áramlás, hiszen a szupermarket-alapú rendszer egyik célja a fizikailag egymástól elválasztott folyamatok áramlásba kapcsolása. A rendszerszemlélet kimondja, hogy az egész rendszer teljesítménye nem maximalizálható az egyes részek optimalizálásával. Az okok a következők:
- A folyamat vagy munkaállomás még inkább elveszíti a kapcsolatot a következővel, miközben a lehető legtöbbet igyekszik gyártani minél rövidebb idő alatt.
  - Pazarlás típusa: felhalmozódó termelésközi készletek és túltermelés

- Az átállások megszakítják a termelést, ennélfogva, hogy biztosítva legyen a haladás a nagytételes termelés felé tolódik el a folyamat.
  - Pazarlás típusa: túltermelés, készletek felhalmozása

- Az értékfolyamat következő elemének még nincs szüksége a túl hamar legyártott mennyiségű alkatrészre, így azokat készletként tárolni kell
  - Pazarlás típusa: túlkészletezés

- Amikor a következő folyamat végül felhasználja az alkatrészeket, hibás darabokat is találhat benne, de mivel időben jóval előbb gyártották őket, szinte lehetetlen visszavezetni, hogy mi okozta az adott hibát.
  - Pazarlás típusa: hibák, selejt

## Működése
A szupermarketekben (akárcsak a TPS esetén) a vevők (folyamatok) azt és akkor vásárolnak, amire és amikor szükségük van. Az értékesítési tevékenység (alapanyagok kezelése) ennek következtében ebben a rendszerben nem hangsúlyos, mivel a folyamat automatikusan, önkiszolgáló jelleggel működik. A polcokat a fogyáshoz mérten töltik, azt feltételezve, hogy amely termék már elkelt (alkatrészt felhasználtak), el fog kelni újra. Így egyszerűen követhető, hogy mennyi fogyott már el az adott termékből és a túlkészletezés is elkerülhető.
Bizonyos szempontból egyszerű raktárként is felfoghatók a szupermarketek, azonban speciális módon működnek: a tárolt készletmennyiség a korábbi vásárlások és a feltételezett jövőbeni kereslet alapján van meghatározva. A rendszer legkiemelkedőbb tulajdonsága az, hogy a készletszint az aktuális kereslethez igazítható, mely azonnal be is indítja a húzásos rendszert. A húzóelv értelmében a későbbi műveletek információt küldenek az őket megelőző műveletek felé. Leggyakrabban ez kanban kártyák segítségével működik. A kanban kártya egy vizuális eszköz, hiszen a húzóelv működtetéséhez szükség van egy jelzőrendszerre, mely utasítást ad mind a beszállítóknak a termelésre, mind az anyagkezelőnek anyagfelvételre.